# Kader Keïta (Fußballspieler, 2000)
Abdul Kader Keïta (* 6. November 2000) ist ein ivorisch-französischer Fußballspieler.

## Karriere

### Verein
Keïta wurde in der Elfenbeinküste geboren und wuchs in Paris auf. Er begann seine Laufbahn in der Jugend des AC Ajaccio auf Korsika. Im Mai 2017 absolvierte er eine Partie für die zweite Mannschaft in der fünftklassigen National 3. Im Sommer 2017 wechselte er zum OSC Lille. In den folgenden beiden Spielzeiten spielte er insgesamt 23-mal für das Reserveteam in der viertklassigen National 2 und erzielte dabei ein Tor. Im Sommer 2019 schloss er sich dem belgischen Zweitligisten KVC Westerlo an. Im August 2019 gab er beim 2:0 gegen den Lommel SK sein Profidebüt in der Division 1B, als er in der 80. Minute für Guillaume De Schryver eingewechselt wurde. Er avancierte zum Stammspieler und bestritt bis Saisonende 22 Partien in der zweithöchsten belgischen Spielklasse. In der folgenden Spielzeit verpasste er lediglich zwei Ligaspiele und kam so auf 26 Partien in der Division 1B, in denen er zwei Tore schoss. Im Sommer 2021 wechselte er auf Leihbasis zum Schweizer Erstligisten FC Sion.

### Nationalmannschaft
Keïta wurde in den Kader der Elfenbeinküste für die Olympischen Sommerspiele 2020 in Tokio berufen. Während des Turniers kam er in zwei Gruppenspielen und im verlorenen Viertelfinale gegen Spanien zum Einsatz.